# Conrad Robertson
Conrad Christian Robertson (27 dicembre 1957) è un ex canottiere neozelandese.

## Palmarès

### Olimpiadi
- 1 medaglia:
  - 1 oro (Los Angeles 1984 nel quattro senza)

### Mondiali
- 2 medaglie:
  - 1 oro (Duisburg 1983 nel quattro con)
  - 1 argento (Bled 1979 nell'otto)